# Râul Valea Furneciului
Râul Valea Furneciului este un curs de apă, afluent al râului Cheia. 